# ジョルジュ・ベレタ
ジョルジュ・ジョセフ・ベレタ（Georges Joseph Bereta、1946年5月11日 - 2023年7月11日）は、フランス・サン＝テティエンヌ出身の元同国代表サッカー選手。現役時代のポジションはMF、FW。

## 略歴
ASサンテティエンヌの下部組織を経て、トップチームでは6度のリーグ優勝と3度のクープ・ドゥ・フランス制覇を果たしたチームの攻撃的MFとしてクラブの黄金期を支えた。しかし、当時のクラブの会長との不仲やクラブの財政難などの理由によって不本意ながら1974-75シーズンの1月にオリンピック・マルセイユへと移籍するが、マルセイユでもレギュラーとして活躍した。
フランス代表では得点こそ4点とクラブでの成績と比較すれば少ない数字であったものの、攻撃の担い手として1960年代から70年代のフランス代表でプレーした。
1978年に現役引退後は地元サン＝テティエンヌで後進の育成に手を尽くしたものの、2023年7月4日、77歳の時に難病であるALSが原因で死去した。